# زودی (چیاتورا)

نمایی از بخش شمالی روستا

زودی (به گرجی: ზოდი) یک روستا در شهرداری چیاتورا در استان ایمرتی کشور گرجستان است. این روستا در فلات چیاتورا و در بلندای ۶۳۰ متری بالاتر از سطح دریا واقع شده است. در این روستا یک معدن سنگ و ماسه، چشمه‌های آب معدنی و چندین مکان باستانی وجود دارد. از شمال، رودخانه زودی به رودخانه تسیخیس‌تسقالی (ციხისწყალი) محدود می‌شود و از ژرف‌دره عمیق سنگ آهک گذر می‌کند.